# 永瀨麗子
永瀨麗子（日语：永瀬 麗子）是山脊赛车系列的一名虛構角色，也是南夢宮公司的吉祥物之一，該角色由日本動畫師由水桂設計，其形象為賽車女郎。